# A Manhã Seguinte
A Manhã Seguinte (The Morning After, no original em inglês) é um filme estadunidense de 1986, do gênero suspense, dirigido por Sidney Lumet.

## Sinopse
Alex é uma atriz decadente e alcoólatra que, numa de suas habituais bebedeiras, acaba passando a noite com um famoso fotógrafo. Ao acordar na manhã seguinte, encontra o homem assassinado na sua cama. Incapaz de lembrar onde está e o que aconteceu, ela pede ajuda a seu cabeleireiro e ex-marido, para se desfazer do corpo. A seguir, ela conhece Turner Kendall, um ex-policial, que acaba levando-a para casa. No dia seguinte, o corpo aparece misteriosamente em seu apartamento e Turner é o único que pode ajudá-la a descobrir o que aconteceu.

## Elenco principal
- Jane Fonda .... Alex Sternbergen
- Jeff Bridges .... Turner Kendall
- Raul Julia .... Joaquin Manero
- Diane Salinger .... Isabel Harding
- Richard Foronjy .... sargento Greenbaum
- Geoffrey Scott .... Bobby Korshack
- James 'Gypsy' Haake .... Frankie
- Kathleen Wilhoite .... Red
- Don Hood .... Hurley

## Principais prêmios e indicações
Oscar 1987 (EUA)
- Jane Fonda foi indicada na categoria de melhor atriz.